# 토성의 대기
토성의 대기는 목성의 대기와 유사하게 거의 수소와 헬륨으로 구성되어 있다. 토성의 내부는 중심 부분만 고체로 이루어져 있고, 나머지는 압축된 헬륨과 수소로 이루어진 것으로 추측된다. 토성은 태양과 약 14억 킬로미터 떨어져 대기층의 평균 온도는 목성보다 낮은 -145℃ 정도이다. 토성 표면에도 목성과 비슷한 가로줄 무늬와 반점이 있다. 이것은 자전 주기가 빨라서 대기의 격렬한 흐름과 소용돌이 때문에 나타나는 것이다.